# Żurawłyne (obwód wołyński)
Żurawłyne (ukr. Журавлине) – wieś na Ukrainie, w obwodzie wołyńskim, w rejonie kowelskim. Liczy 496 mieszkańców.
Do 1946 roku miejscowość nosiła nazwę Szajno.
Do 2020 w rejonie starowyżewskim.